# Federación Ibérica de Juventudes Libertarias

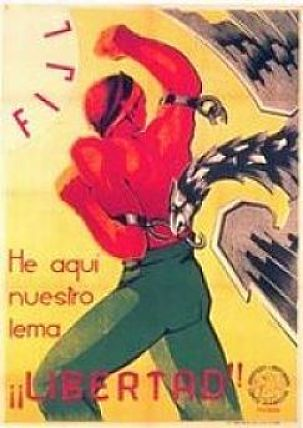
Während des Bürgerkrieges von der FIJL produziertes Plakat.

Die Federación Ibérica de Juventudes Libertarias (FIJL) war eine anarchistische Jugendföderation, die 1932 während der Zweiten Spanischen Republik in Madrid gegründet wurde. Bekannt war sie auch unter dem Namen Juventudes Libertarias (JJLL). Nach der Niederlage der libertären Bewegung im Spanischen Bürgerkrieg war die FIJL noch bis 1973 als Exil-Organisation vor allem in Frankreich aktiv.

## Gründung und Bürgerkrieg
Auf dem Gründungskongress der FIJL, der zwischen dem 18. und 22. August 1932 in Madrid stattfand, wurden drei Varianten eines organisatorischen Selbstverständnisses diskutiert: als Sektion für Kultur und Propaganda innerhalb der Federación Anarquista Ibérica (FAI), als Jugendorganisation der Confederación Nacional del Trabajo (CNT) oder als unabhängiger Jugendverband. Die letztere Position setzte sich schließlich durch. In den folgenden Jahren etablierte sich die Föderation landesweit und wurde zur dritten Säule der libertären Bewegung neben CNT und FAI. Eines der Gründungsmitglieder der FIJL war José Peirats.

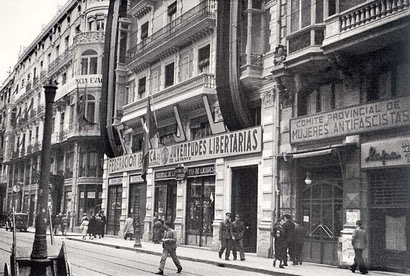
Sitz der FIJL in der Calle de la Paz in Valencia.

Nach dem Ausbruch des Spanischen Bürgerkrieges im Sommer 1936 kam es innerhalb der libertären Bewegung zu einer grundlegenden Kontroverse über die Frage, ob der antifaschistischen Einheit oder der Fortsetzung der Sozialen Revolution eine Priorität eingeräumt werden sollte. Die Regionalföderation der FIJL in Katalonien ging im Februar 1937 ein revolutionäres Bündnis ein gegen den zunehmenden Einfluss des Stalinismus innerhalb des antifaschistischen Lagers. Daran beteiligte sich auch der Jugendverband des Partido Obrero de Unificación Marxista (POUM) sowie Teile des vereinten Jugendverbandes des Partido Socialista Obrero Español (PSOE) und des Partido Comunista de España (PCE). In der Folge stiegen die Spannungen und mündeten in den Maiereignissen. Gemeinsam mit der anarchistischen Gruppe Amigos de Durruti und den Linkssozialisten der POUM griffen im Mai 1937 auch viele Mitglieder der JJLL zu den Waffen. Nach dem Ende der Auseinandersetzungen wurde zahlreiche Gegner des Stalinismus von der Gossudarstwennoje polititscheskoje uprawlenije (GPU) ermordet, darunter Camillo Berneri und der Sekretär der JJLL Alfredo Martínez. 
Mitglieder der FIJL bildeten während des Bürgerkrieges in Madrid das Batallón Juvenil Libertario. Zudem kämpften zahlreiche Mitglieder in verschiedenen anarchistischen Milizen, wie zum Beispiel der Columna de Hierro. Robert Capa hat in seiner berühmten Fotografie Loyalistischer Soldat im Moment seines Todes möglicherweise den Tod des FIJL-Aktivisten Federico Borrell García festgehalten.
Im Februar 1937 fand ein Delegiertentreffen der FIJL in Valencia statt. Die Delegierten sprachen für 82.221 Mitglieder. In der letzten Phase des Bürgerkrieges schloss sich die FIJL mit der CNT-FAI zu einem Organisationsverband zusammen, dem Movimiento Libertario Español (MLE).

## Exil und Niedergang
Nach der Niederlage im Bürgerkrieg 1939 wurde der MLE geteilt: in Spanien wurden die Strukturen in den Untergrund überführt. Mehrere Verhaftungswellen erzwangen regelmäßige Neustrukturierungen und schwächten die Organisation zunehmend. Nach dem Zweiten Weltkrieg lagen viele Hoffnungen auf eine Invasion der Alliierten in Spanien. Diese Hoffnungen zerschlugen sich mit dem Arrangement der Westmächte mit dem Franco-Regime zu Beginn des Kalten Krieges. Ende der 1950er Jahre war die libertäre Bewegung in Spanien kaum noch handlungsfähig. 
Die Exil-Organisation war zeitgleich vor allem in Frankreich aktiv. Die FIJL nahm im Exil zunehmend die Rolle ein, die in den 20er und 30er Jahren die FAI innehatte, d. h. sie setzte sich für eine kompromisslose, rein anarchistische Ausrichtung der libertären Bewegung ein. Herausragende Aktivisten der Libertären Jugend waren in diesem Zeitraum unter anderem Luís Andrés Edo und Abel Paz.
Auf einem Kongress 1961 in Limoges wurde die Gründung einer clandestinen Organisation namens Defensa Interior (DI) beschlossen, welche Widerstandsaktionen in Spanien durchführen sollte. Sie verübte dutzende Bombenanschläge und plante Attentate auf Francisco Franco, die aber allesamt scheiterten. Über die Frage ob mit solchen Aktionen das franquistische Regime destabilisiert werden könne, kam es zu Spannungen zwischen der FIJL und der CNT. In der Folge agierten die bewaffneten Widerstandsgruppen unter wechselnden Namen (u. a. Grupo Primero de Mayo).
In Frankreich organisierten die JJLL in den 1960er Jahren jährlichen Sommercamps, in denen sich eine neue Generation libertärer Aktivisten aus verschiedenen europäischen Ländern kennen lernte. Die FIJL unterstützte die Streikbewegung und die Aufständen in Frankreich im Zuge des Mai 1968. Der aus diesen Ereignissen hervorgegangene Neo-Anarchismus war allerdings inkompatibel mit den klassischen Organisationskonzepten des Anarchismus. Die Konsequenz war der Niedergang und schließlich die Auflösung der FIJL im Jahr 1973. Mehrere Versuche nach dem Ende des Franquismus 1977 eine spanienweite Föderation libertärer Jugendgruppen als Nachfolgeorganisation zu etablieren scheiterten.

## Film
- Attentate auf Franco – Widerstand gegen einen Diktator von Daniel Guthmann und Joachim Palutzki. 44 Minuten, Produktion: Zweites Deutsches Fernsehen, Deutschland 2016.